# Richard Mulrooney
Richard Mulrooney est un joueur international américain de soccer né le 3 novembre 1976 à Memphis (Tennessee, États-Unis).

## Biographie

### Parcours universitaire (1995-1998)
Richard Mulrooney passe quatre années à l'Université Creighton où il évolue dans l'équipe des Bluejays. Il y passe quatre saisons.
Son équipe dispute chaque année les play-offs du Championnat NCAA masculin. Son équipe atteint les demi-finales en 1996, ce qui est son meilleur résultat personnel. Sur les 86 matchs disputés par son équipe en 4 ans (séries éliminatoires comprises), il joue 85 matchs, pour 19 buts et 51 passes décisives.
Lors de sa dernière saison en 1998, il est nommé dans la First-Team All-America par les entraîneurs de NCAA. Il est également élu meilleur joueur de la Missouri Valley Conference.

### San José (1999-2004)
Il est drafté en 1999 par le Clash de San José en troisième position. Il entre en jeu à la 84e minute dès le premier match la saison face au Fire de Chicago perdu 1-3 à domicile le 20 mars 1999. Il est titulaire dès le troisième match face au Galaxy de Los Angeles gagné aux tirs au but après un match nul 1-1 le 3 avril. Il marque son premier but en MLS, le 23 juillet face à Chicago après être entré en jeu plus tôt dans le match. Son but permet à son équipe d'égaliser. San José gagnera aux tirs au but. Mulrooney est le seul joueur de San José et le seul rookie de MLS à disputer tous les matchs de son équipe. Le Clash gagne 19 matchs ce qui est un record de franchise mais rate les séries éliminatoires en terminant à la 5e place de la Conférence Ouest à cause d'un trop grand nombre de matchs gagné aux tirs au but (la victoire dans le temps réglementaire valant trois points, contre un seul si elle est acquise aux tirs au but).
L'équipe qui devient les Earthquakes de San José (nom d'une franchise qui évoluait auparavant en NASL) réalise une saison 2000 catastrophique en terminant le championnat à la dernière place. Mulrooney réalise 9 passes décisives en 29 matchs, ce qui est dans les deux cas, les meilleurs totaux de son équipe. 
La saison 2001, est bien meilleure. Renforcée notamment par Landon Donovan en échec au Bayer Leverkusen, l'équipe termine deuxième de la division Ouest en saison régulière et se qualifie pour les séries éliminatoires après 4 années d'absence.
Mulrooney termine la saison régulière avec 1 but et 9 passes décisives en 21 matchs disputés. En quart de finale, San José élimine facilement le Crew de Columbus (3-1 et 3-0) avec une assistance au deuxième match pour Donovan. C'est la première série gagnée par San José dans son histoire. La demi-finale se dispute contre le Fusion de Miami, la meilleure équipe de la saison régulière. Chaque équipe gagne à domicile (1-0 pour Miami, 4-0 pour San José avec une assistance de Mulrooney). Le match décisif se termine sur le score de 0-0. San José finit par l'emporter au but en or à la 94e minute. La Finale MLS face au Galaxy de Los Angeles est gagnée 2-1, au but en or. Mulrooney a réalisé une assistance pour Donovan sur le but égalisateur en première mi-temps. Il termine les séries éliminatoires avec 3 passes décisives en 6 matchs. 
Les Earthquakes sont à égalité en tête dans la conférence Ouest à deux journées de la fin de la Major League Soccer 2002 avec le Galaxy. Les deux équipes s'affrontent deux fois pour conclure la saison régulière. Lors du premier des deux matchs (qui est perdu 0-1), Mulrooney se casse la cheville droite. Il termine le match mais il doit se faire opérer. Sa saison est donc terminée. Il termine la saison régulière avec 26 matchs, 1 but et 8 passes décisives. Après une nouvelle défaite face à Los Angeles (0-1), les Quakes affrontent le Crew de Columbus en demi-finale de conférence. Avec deux défaites sur le score de 1-2, la défense de leur titre s'arrête là. Durant la saison, il est sélectionné pour disputer le Match des étoiles de la MLS contre l'équipe nationale des États-Unis. Il participe ainsi à la victoire de son équipe sur le score de 3-2.
Une nouvelle fois, la saison de San José se termine avec le deuxième bilan de la saison régulière. Mais, cette fois-ci l'équipe termine en tête de la conférence Ouest. Il termine le saison régulière avec 7 passes décisives en 25 matchs. Au premier tour des séries éliminatoires, San José affronte le Galaxy tenant du titre. Après une défaite 0-2 à l'extérieur, San José est mené 0-2 à domicile mais va renverser la situation en inscrivant 4 buts dont 3 sur des assistances de Mulrooney. Cela entraîne une prolongation où San José s'impose au but en or. En finale de conférence, San José reçoit les Wizards de Kansas City et s'impose une nouvelle fois avec un but en or (3-2) après avoir été mené dans le match 0-1. En finale de la MLS, San José affronte Chicago, qui a déjà gagné la Coupe des États-Unis de soccer. Les californiens gagnent 4-2 avec un but de Mulrooney notamment.
La saison 2004 est plus difficile pour la franchise californienne.
Elle joue sa qualification pour les séries éliminatoires face au Burn de Dallas lors du dernier match de la saison régulière. En allant chercher le match nul 2-2 dans un match à ne pas perdre, San José termine quatrième de la conférence Ouest et se qualifie pour les séries éliminatoires. Mulrooney ne manque pas une minute de la saison régulière. Il marque 1 but et réalise 8 passes décisives en 30 matchs. Pour le premier tour, San José affronte Kansas City qui a terminé en tête à l'Ouest et qui vient de gagner la Coupe des États-Unis 2004. San José gagne le match 2-0. Au retour, San José perd 0-2 et encaisse alors un but dans les arrêts de jeu. Cette défaite 0-3 élimine donc les Qaukes. Mulrooney a joué les 90 minutes à chaque fois. Ce sera son dernier match avec San José.
Sa bonne saison individuelle, lui permet d'être sélectionné pour la deuxième fois au match des étoiles de la MLS avec la Conférence Ouest. Il fait une passe décisive dans la défaite de son équipe contre celle de la conférence Est (2-3).

### Dallas (2005-2006)
Début 2005, à l'occasion de la MLS SuperDraft, Mulrooney est échangé avec son coéquipier Arturo Álvarez et deux chois de draft (6 et 29) au FC Dallas contre Brad Davis, le choix de draft numéro 4 et une allocation monétaire. Il avait demandé à se rapprocher du Tennessee, son état natal pour des raisons familiales. Mulrooney marque dès la deuxième minute du premier match de la Major League Soccer 2005 sur le terrain du Fire de Chicago. Son équipe s'impose finement 2-1. Après un bon début de saison, où il joue les matchs en intégralité, il se blesse au ligament croisé antérieur du genou droit. Il est opéré et sa saison s'arrête là. Sa saison se termine donc sur le bilan de 7 matchs, 2 buts et 2 passes décisives. Sans lui, Dallas termine deuxième de la Conférence Ouest puis se fait sortir, dès son entrée en lice lors des séries éliminatoires par les Rapids du Colorado (0-0, 2-2 a.p. 4-5 t.a.b.).
Mulrooney rejoue en championnat, le 10 mai 2006, lors de la réception du Galaxy de Los Angeles. Il est titulaire et joue tout le match lors de la victoire 1-0 de son équipe,. Son excellent bilan individuel en saison régulière (25 matchs, 1 but et 9 assistances) lui permet d'être de gagner le trophée du retour de l’année en MLS. Dallas termine le championnat en tête de la conférence Ouest. Une nouvelle fois, les joueurs du Texas affrontent les Rapids du Colorado pour l'entrée en lice de son équipes en séries éliminatoires. Dallas présente un bilan de trois victoires et un nul face à eux en saison régulière. Dallas s'impose 2-1 à l'extérieur au match aller. Mais Colorado en fait de même au match retour. Après une prolongation, où chaque équipe marque un nouveau but (3-2 pour Colorado), la séance de tirs au but (où Mulrooney marque) est comme la saison précédente fatale aux locaux (4-5). Durant la saison, il participe pour la troisième et dernière fois de sa carrière pour le match des étoiles de la MLS. C'est le commissaire de la MLS Don Garber qui le sélectionne pour ce match. Il participe à la victoire 1-0 de son équipe face au Chelsea FC.

### Toronto (2007)
Le 20 mars 2007, quelques jours avant le début de la saison régulière, il est échangé contre une allocation monétaire et un choix de draft de premier tour de 2008 au Toronto FC, franchise qui fait son entrée dans la ligue. Il dispute le premier match de saison régulière de l'histoire de la franchise sur le terrain des Chivas USA (défaite 0-2). Il joue le match suivant sur le terrain du Revolution de la Nouvelle-Angleterre qui se solde sur une nouvelle défaite (0-4). Ce sera ses deux seuls matchs avec la franchise canadienne.

### Houston (2007-2010)
Le 18 avril 2007, soit moins d'un mois après son arrivée, il est de nouveau échangé. Cette fois-ci, il arrive au Dynamo de Houston, contre Kevin Goldthwaite et un choix de premier tour de la draft 2008. La franchise (qui est l'ancienne équipe de San José relocalisé dans le Texas) est tenante du titre après avoir remporté la MLS dès sa première saison. Il explique plus tard dans la saison, qu'il a voulu quitter Toronto pour des raisons familiales. Il entre en jeu lors du premier match des texans, après son arrivée sur le terrain des Red Bulls de New York (défaite 0-1),. En arrivant à Houston, il est reconverti arrière droit. Il joue cependant milieu défensif en cas d'absences à ce poste. Il termine la saison régulière avec 28 apparitions pour 5 assistances. Houston joue lors du dernier match de la saison régulière, la première place de la conférence Ouest sur le terrain des Chivas USA. En faisant nul 0-0, malgré cinquante minutes en supériorité numérique, les texans finissent finalement deuxièmes. Au premier tour des séries éliminatoires, Houston affronte le FC Dallas dans le derby texan. Dallas gagne le premier match 1-0 et est mené 1-0 lors du match retour à domicile avant de renverser la situation et s'imposer 4-1 après prolongation pour se qualifier pour la finale de conférence. En finale de conférence Ouest, Houston dispose des Wizards de Kansas City sur le score de 2-0. Mulrooney fait une passe décisive en tirant le corner du premier but pour Nate Jaqua. La finale du championnat se joue comme la saison précédente face au Revolution de la Nouvelle-Angleterre. Après avoir été mené dans cette finale, Houston marque deux fois en deuxième période (Joseph Ngwenya et Dwayne De Rosario) et s'impose 2-1. C'est la première fois depuis le D.C. United (1996 et 1997) qu'une équipe arrive à conserver son titre. Mulrooney aura joué les 4 matchs de son équipe lors de ses séries éliminatoires pour une passe décisive.
Lors de la saison 2008, Mulrooney est toujours un titulaire indiscutable. Après avoir joué les 13 premiers matchs, il ne joue pas pendant deux mois à cause d'une blessure au genou droit (genou gonflé),. Pour son retour face au Chivas USA le 20 août 2008, il effectue deux assistances dans la victoire 4-0 de Houston. Il termine la saison régulière avec 23 matchs joués pour 4 assistances. Houston termine la saison régulière en tête de la conférence Ouest. En demi-finale de conférence, les texans affrontent les Red Bulls de New York cinquième de la conférence Est, mais reversé à l'Ouest. Après un match nul 1-1 à l'aller, Houston est battu 0-3 à domicile et est donc éliminé. Il joue en intégralité les deux matchs.
Sa saison suivante est tronquée par les blessures. Il joue les sept premiers matchs de la saison, mais il se blesse il subit une fracture de la pommette droite lors d'un choc à l'entraînement le 12 mai 2009. Il revient le 5 juin sur le terrain du Fire de Chicago où il contribue à la victoire 1-0 de son équipe en sauvant un but sur sa ligne. Le 13 juin, il marque ce qui sera le dernier but de sa carrière d'une frappe des 18 mètres au Pizza Hut Park de Dallas. C'est le deuxième des trois buts de la victoire 3-1 de son équipe. Un mois plus tard, sur le terrain des Sounders FC de Seattle, il se blesse gravement au genou droit. Il termine le match (défaite 1-2), mais il doit être opéré. Sa saison est donc terminée. Son bilan en saison régulière est de 14 matchs, pour 1 but et 1 assistance. Houston terminera deuxième de la saison régulière et perdra en finale de conférence au Galaxy de Los Angeles (0-2 après prolongation).
Lors de la saison 2010, il est victime d'une nouvelle blessure au genou droit dès le troisième match de la saison sur le terrain du Galaxy. Il rate trois journées de championnat avant d'entrer en jeu à Dallas (défaite 0-1). Mulrooney va jouer 23 matchs de saison régulière mais il n'en joue que 14 en intégralité. Il effectue trois passes décisives cette saison dont deux lors de la victoire 4-3 de son équipe face à Chicago. Le dernier match de sa carrière a lieu à San José lors de l'avant-dernière journée de saison régulière le 16 octobre 2010 (victoire 2-1) puisqu'il reste sur le banc lors du dernier face à Seattle (victoire 2-1). Houston termine septième de la conférence Ouest et rate les séries éliminatoires. 
Après la fin de la saison, il ne fait pas partie des onze joueurs protégés par son équipe, lors de la draft d'expansion à la suite des arrivées des Timbers de Portland et des Whitecaps de Vancouver (MLS) en MLS en 2011. Il n'est pas choisi par les deux équipes. Son équipe ne lève pas l'option de prolongation sur son contrat et il se retrouve libre. Il est alors disponible pour participer à la MLS Re-Entry Draft qui peut permettre à une équipe de le choisir. Il n'est choisi ni lors du premier, ni lors du second tour.

### Sélection
En 2000, il est convoqué en sélection par Bruce Arena pour préparer un match amical contre le Mexique. Il ne joue pas cependant.
L'année suivante, conclue par le titre en MLS, lui permet d'être une nouvelle fois appelé en sélection. Cette fois-ci, il entre en jeu face à la Corée du Sud, lors d'un match amical le 9 décembre à la 68e minute. Il participe au camp d'entrainement de la sélection qui prépare la Gold Cup 2002 mais il n'est pas retenu dans le groupe final.
Après la compétition remportée par les américains, il est rappelé en sélection début 2002, pour disputer des matchs amicaux en mars. Il joue ainsi face au Honduras (4-0) et l'Équateur (1-0). 
Remis de sa blessure contractée lors de la fin de saison régulière en 2002, il est reconvoqué en sélection dès le début de l'année 2003 et joue contre le Canada (victoire 4-0). Il continue d'être appelé en sélection et est sélectionné pour disputer la Gold Cup 2003. Il ne joue pas le premier match contre le Salvador mais il joue chacun des autres matchs de la compétition. Il est titulaire lors du deuxième match de poule contre la Martinique (victoire 2-0), avant d'entrer en jeu à deux reprises lors des quarts de finale contre Cuba (victoire 5-0) et en demi-finale contre le Brésil (défaite 1-2 au but en or). Il est de nouveau titulaire lors du match pour la troisième place contre le Costa Rica (victoire 3-2).
En 2004, il continue d'être appelé en sélection. Il dispute deux matchs amicaux contre le Danemark (1-1) et contre Haïti (1-1). Ce match sera le dernier en sélection de Mulrooney. Il est appelé une dernière fois pour un match amical contre le Mexique en avril mais il n'entre pas en jeu. 

### Entraîneur
Richard Mulrooney est en 2001 et 2002, entraîneur-adjoint volontaire aux Cardinal de Stanford, une équipe participant au Championnat NCAA. Cette équipe entraînée par Bret Simon atteint les demi-finales en 2001 (défaite face aux Tar Heels de la Caroline du Nord 2-3 après 4 prolongations) et la finale en 2002 (défaite 0-1 face aux Bruins d'UCLA).
Le 15 janvier 2013, il est nommé entraîneur-adjoint aux Tigers de Memphis (une équipe qui évolue également en NCAA) qui se trouvent dans sa ville natale. Un an après son arrivée, l'entraîneur de l'équipe Richie Grant quitte l'équipe pour entraîner les Cal State Bakersfield Roadrunners. Il le remplace, le 25 février 2014 à la tête de l'équipe.

### Vie personnelle
Richard Mulrooney est marié et est père de deux enfants.

## Statistiques détaillées

### Statistiques en club
| Saison                | Club                    | Championnat           | Championnat | Championnat | Championnat | Coupe(s) nationale(s) | Coupe(s) nationale(s) | Coupe(s) nationale(s) | Compétition(s) continentale(s) | Compétition(s) continentale(s) | Compétition(s) continentale(s) | Compétition(s) continentale(s) | Séries éliminatoires | Séries éliminatoires | Séries éliminatoires | Total | Total | Total |
| Saison                | Club                    | Division              | M.          | B.          | P.d.        | M.                    | B.                    | P.d.                  | Comp.                          | M.                             | B.                             | P.d.                           | M.                   | B.                   | P.d.                 | M.    | B.    | P.d.  |
| 1999                  | Clash de San José       | MLS                   | 32          | 1           | 3           | -                     | -                     | -                     | -                              | -                              | -                              | -                              | -                    | -                    | -                    | 32    | 1     | 3     |
| 2000                  | Earthquakes de San José | MLS                   | 29          | 0           | 9           | 2                     | 0                     | 1                     | -                              | -                              | -                              | -                              | -                    | -                    | -                    | 31    | 0     | 10    |
| 2001                  | Earthquakes de San José | MLS                   | 21          | 1           | 9           | -                     | -                     | -                     | -                              | -                              | -                              | -                              | 6                    | 0                    | 3                    | 27    | 1     | 12    |
| 2002                  | Earthquakes de San José | MLS                   | 26          | 1           | 8           | 2                     | 0                     | 0                     | CCC                            | 4                              | 1                              | 0                              | 0                    | 0                    | 0                    | 32    | 2     | 8     |
| 2003                  | Earthquakes de San José | MLS                   | 25          | 0           | 7           | 1                     | 0                     | 0                     | CCC                            | 1                              | 0                              | 1                              | 4                    | 1                    | 3                    | 31    | 1     | 11    |
| 2004                  | Earthquakes de San José | MLS                   | 30          | 1           | 8           | 3                     | 0                     | 0                     | CCC                            | 2                              | 0                              | 0                              | 1                    | 0                    | 0                    | 36    | 1     | 8     |
| 2005                  | FC Dallas               | MLS                   | 7           | 2           | 2           | -                     | -                     | -                     | -                              | -                              | -                              | -                              | 0                    | 0                    | 0                    | 7     | 2     | 2     |
| 2006                  | FC Dallas               | MLS                   | 25          | 1           | 9           | -                     | -                     | -                     | -                              | -                              | -                              | -                              | 2                    | 0                    | 0                    | 27    | 1     | 9     |
| 2007                  | Toronto FC              | MLS                   | 2           | 0           | 0           | -                     | -                     | -                     | -                              | -                              | -                              | -                              | -                    | -                    | -                    | 2     | 0     | 0     |
| 2007                  | Dynamo de Houston       | MLS                   | 28          | 0           | 5           | -                     | -                     | -                     | SL                             | 4                              | 0                              | 1                              | 4                    | 0                    | 1                    | 36    | 0     | 7     |
| 2008                  | Dynamo de Houston       | MLS                   | 23          | 0           | 4           | -                     | -                     | -                     | CCC+LCC                        | 4+4                            | 0+0                            | 0+0                            | 2                    | 0                    | 0                    | 33    | 0     | 4     |
| 2009                  | Dynamo de Houston       | MLS                   | 14          | 1           | 1           | 1                     | 0                     | 0                     | LCC                            | 2                              | 0                              | 0                              | 0                    | 0                    | 0                    | 17    | 1     | 1     |
| 2010                  | Dynamo de Houston       | MLS                   | 23          | 0           | 3           | 2                     | 0                     | 0                     | SL                             | 3                              | 0                              | 0                              | -                    | -                    | -                    | 28    | 0     | 3     |
| Total sur la carrière | Total sur la carrière   | Total sur la carrière | 285         | 8           | 68          | 11                    | 0                     | 1                     | -                              | 24                             | 0                              | 0                              | 19                   | 1                    | 7                    | 339   | 9     | 76    |

### En sélection
Les tableaux suivants dressent les statistiques de Richard Mulrooney en sélection nationale par année,.
| Sélection  | Année | Statistiques | Statistiques |
| Sélection  | Année | Matchs       | Buts         |
| ---------- | ----- | ------------ | ------------ |
| États-Unis | 2001  | 1            | 0            |
| États-Unis | 2002  | 3            | 0            |
| États-Unis | 2003  | 8            | 0            |
| États-Unis | 2004  | 2            | 0            |
| Total      | Total | 14           | 0            |

| Liste des sélections de Richard Mulrooney | Liste des sélections de Richard Mulrooney | Liste des sélections de Richard Mulrooney | Liste des sélections de Richard Mulrooney    | Liste des sélections de Richard Mulrooney | Liste des sélections de Richard Mulrooney | Liste des sélections de Richard Mulrooney |
| 0                                         | Date                                      | Adversaire                                | Lieu                                         | Compétition                               | Résultat                                  | Notes                                     |
| ----------------------------------------- | ----------------------------------------- | ----------------------------------------- | -------------------------------------------- | ----------------------------------------- | ----------------------------------------- | ----------------------------------------- |
| 1                                         | 9 décembre 2001                           | Corée du Sud                              | Stade de la Coupe du monde de Jeju, Seogwipo | Amical                                    | P 0-1                                     | 68e                                       |
| 2                                         | 2 mars 2002                               | Honduras                                  | Safeco Field, Seattle                        | Amical                                    | V 4-0                                     |                                           |
| 3                                         | 10 mars 2002                              | Équateur                                  | Legion Field, Birmingham                     | Amical                                    | V 1-0                                     |                                           |
| 4                                         | 3 avril 2002                              | Mexique                                   | Invesco Field at Mile High, Denver           | Amical                                    | V 1-0                                     |                                           |
| 5                                         | 18 janvier 2003                           | Canada                                    | Lockhart Stadium, Fort Lauderdale            | Amical                                    | V 4-0                                     | 36e                                       |
| 6                                         | 12 février 2003                           | Jamaïque                                  | Independence Park, Kingston                  | Amical                                    | V 2-1                                     | 74e                                       |
| 7                                         | 26 mai 2003                               | Pays de Galles                            | Spartan Stadium, San José                    | Amical                                    | V 2-0                                     |                                           |
| 8                                         | 6 juillet 2003                            | Paraguay                                  | Columbus Crew Stadium, Columbus              | Amical                                    | V 2-0                                     |                                           |
| 9                                         | 14 juillet 2003                           | Martinique                                | Gillette Stadium, Foxborough                 | Gold Cup 2003, groupe C                   | V 2-0                                     |                                           |
| 10                                        | 19 juillet 2003                           | Cuba                                      | Gillette Stadium, Foxborough                 | Gold Cup 2003, quart de finale            | V 5-0                                     | 46e                                       |
| 11                                        | 23 juillet 2003                           | Brésil                                    | Miami Orange Bowl, Miami                     | Gold Cup 2003, demi-finale                | P 1-2 b.e.o.                              | 71e                                       |
| 12                                        | 26 juillet 2003                           | Costa Rica                                | Miami Orange Bowl, Miami                     | Gold Cup 2003, match pour la 3e place     | V 3-2                                     |                                           |
| 13                                        | 18 janvier 2004                           | Danemark                                  | Home Depot Center, Los Angeles               | Amical                                    | N 1-1                                     | 74e                                       |
| 14                                        | 13 mars 2004                              | Haïti                                     | Miami Orange Bowl, Miami                     | Amical                                    | N 1-1                                     | 71e                                       |

## Palmarès et distinctions

### Palmarès collectif
- Vainqueur de la Coupe MLS : 2001, 2003 et 2007

### Distinctions
- Trophée du retour de l’année en MLS : 2006
- Entrée au Hall of Fame de l'Université Creighton : 2008[120]